# Área de Conservação da Paisagem de Smolnitsa
A Área de Conservação da Paisagem de Smolnitsa foi um parque natural localizado no condado de Ida-Virumaa, na Estónia.
A área do parque natural foi de 242 hectares.
A área protegida foi fundada em 1967 para proteger as dunas da costa norte do Lago Peipus (em estoniano:  Peipsi põhjaranniku luitestik) e a sua biodiversidade.